# 張丁蘭
張丁蘭（1937年—2015年）宜蘭縣壯圍鄉人，台灣獨立建國聯盟前主席張燦鍙之妻。曾在美國州政府從事心理衛生的輔導工作，並在1970年代擔任過全美台灣人權協會會長，曾是爭取台灣人在戒嚴年代的人權領導者。2015年因胰臟癌病逝紐約，享年78歲。

## 早年生平及求學過程
張丁蘭出生於宜蘭縣壯圍鄉古亭村，她的母親生了四個女生和七個男生，她是最小的那個女兒，在當時的環境裡，女孩子不被鼓勵讀書，但是在她的老師極力推薦下，她的父母也讓她繼續上中學，她後來考上了蘭陽女中，每天都要騎一個半小時的腳踏車去上學，但是後來卻因意外而沒能考上女子師範學校，大學讀的是國立中興大學社會系，她是宜蘭地區考上大學的五個女生中的一個，在大二時申請了國際婦女會的獎學金，也兼當家教賺錢，畢業後到台大醫學院兒童心理衛生中心工作，後來取得獎學金前往美國攻取社會工作碩士學位，在美國起初出了不少洋相，一年之後搬到貧民區居住，進行社會工作，幫助當地的黑人小孩。

## 投生社會運動
張丁蘭於1964年取得社會工作碩士學會之後在台大醫院兒童心理衛生中心工作，同時也在中興大學社會學系教書。2年後服務期滿，第二度到美國華盛頓大學讀博士，並在洛杉磯的台灣同鄉會遇見了張燦鍙。當時他已經和賴文雄、蔡同榮投入台獨運動。半年後共結連理，1968到紐約公証結婚。直到1985年張丁蘭母親來美國探親才讓家人得知國民黨口中其女婿「張匪燦鍙」真實樣貌。1971年在美國的房子因為被拿去擔保而被法拍，當時夫妻兩人分開行動，丈夫帶著女兒們到處表達台灣人在中（中共）美建交下的權益，妻子在紐約負擔家計。因為其特殊身份每2、3年就會搬一次家，江南命案發生前把女兒寄放在羅福全、毛清芬家中。張丁蘭於1976在紐約創立美國第一個台灣人權組織—北美洲台灣人權會，並於美麗島事件發揮極大功效。1988年張丁蘭返台，8/14晚上參加聲援海外台灣人返鄉的演講會，發表對國民黨意見和台灣未來的演說，並且同年和毛清芬參與遊行。

## 貢獻及成就
在世期間與丈夫積極參與台灣獨立相關運動及組織。丈夫入獄時，亦採絕食抗議等舉動與丈夫一同抗爭，在張燦鍙投入獨立運動的漫長路上，總是伴隨其中。張燦鍙曾在獄中裡寫給張丁蘭的書信中表示：「沒有你，哪有今日『永遠的台獨』的我。」也積極關注社會問題及投入社會服務，曾在報章雜誌上發表多項社會議題相關的討論文章。曾為開創文化基金會董事長及民進黨中央黨部婦女發展委員會委員。

## 經歷事件

### 全美台灣人權協會
1976年張丁蘭召集了台獨聯盟盟員和熱心婦女共同成立。組織主要工作是展開海外台灣人從事救援台灣政治受難者、關懷政治受難者的家屬、和抗議國民黨違反人權的運動。

### 海外黑名單闖關回台
自1988到1991年之間，出現一波波行動，張丁蘭及其兩名女兒張慧君、張慧琳先後為了張燦鍙的返台探路，但張燦鍙在友人的借助下返台立即被逮捕進入土城看守所，張丁蘭使用友人的護照冒險搭機回台聲援其丈夫張燦鍙，兜兜轉轉又被遣送回美。

## 著作與評論

### 著作
2000年出版自傳《張丁蘭的故事》。

### 評論
1.幾歲算老？(3/26/95黑白新聞週刊）
2.女人與年齡（8/24/95台灣評論）
3.冷漠的社會  殺夫豈是偶然（2/26/94自立晚報）
4.隱藏在家中的戰爭——從辛普森被控殺妻說起(7/23/94自立晚報）
5.公共年金和津貼是現代化國家社會福利的主軸（5/21/95自立晚報）
6.國際人權宣言與反歧視法——寫在國際人權日前夕（12/9/93民眾日報）
7.台灣加入聯合國的前景——美國國會眾議院外交委員會 公聽會的摘要分析（7/23/1995民眾日報）

## 相關報導
1. 張丁蘭等表示將按原計劃返美 治安單位傾向僅採象徵性驅逐〔出版日期〕1988/08/24〔報刊名〕中國時報〔版次/版名〕第04版 / 要聞與言論(張丁蘭等人認為他們在台所發之言論無不正確之處，但治安單位仍傾向僅採象徵性驅逐，立委認為此舉違憲)
2. 張丁蘭、楊金海 獲人權獎〔出版日期〕2000/12/02〔報刊名〕聯合報(地方版)〔版次/版名〕 / 台南市新聞〔作者〕記者李光展(張丁蘭在1976年創立全美台灣人權協會，並投入弱勢團體和人權活動，貢獻極大。)
3. 民進黨人士宴請張燦鍙之妻〔出版日期〕1992/03/03〔報刊名〕中國時報〔版次/版名〕第14版 / 台南市新聞〔作者〕無(台南市民進黨請張丁蘭吃飯)